# Fagundes Varela (költő)
Luís Nicolau de Fagundes Varela (São João Marcos, 1841. augusztus 17. – Niterói, 1875. február 18.) egy brazil költő volt, a brazil romantika jelentős képviselője.

## Élete
Dr. Emiliano Fagundes Varela bíró és Emília de Andrade fiaként született jómódú Rio de Janeiró-i családba. Apját 1851-ben Catalãóba (Goiás) helyezték, így a család is odaköltözött, később Angra dos Reisben és Petrópolisban éltek, ahol Fagundes Varela általános- és középiskolai tanulmányokat folytatott. 1859-ben São Paulóba ment továbbtanulni, itt jelent meg első verseskötete, a Noturnas. 1862-ben beiratkozott a jogi karra, amelyet azonban hamarosan otthagyott, helyette inkább a bohéméletet választotta és verseket írt. Ugyanebben az évben feleségül vette a Sorocabából származó Alice Guilhermina Luande cirkuszi artistát, ami botrányt okozott a családban, és súlyosbította anyagi nehézségeit. Fia, Emiliano, három hónapos korában meghalt, ettől kezdve mint többet kóborolt és ivott, de alkotói ihlete is erősebbé vált. 1864-ben adta ki Vozes da América kötetét, 1865-ben pedig Cantos e Fantasias remekművét. 1865-ben felesége elhunyt. Fagundes Varela ismét jogi tanulmányokba kezdett, de hamarosan ismét abbahagyta, majd visszatért szülőhelyére, apja birtokára. Feleségül vette unokatestvérét, Maria Belisária de Brito Lambertet, két lánya és egy fia született, de szintén korán meghaltak. 1870-ben apjával együtt Niteróiba költözött, ahol élete végéig élt, és a riói értelmiségi bohém körökben forgott. 33 évesen, agyvérzésben hunyt el.
|

## Munkássága
A romantika utolsó szakaszában élő Fagundes Varela költészetét a gyötrelem és a szenvedés uralja. Egyik legmegrázóbb költeménye a Cântico do Calvário, amelyet első fia halála alkalmából írt. Egyes verseiben megjelenik a hazafiasság (O estandarte auriverde vagy Vozes da América), a szerelem, a természet, a misztikus és vallásos témák. Társadalmi témákról, például az abolicionizmusról is írt.

### Verseskötetei
- Noturnas (1861)
- O estandarte auriverde (1863)
- Vozes da América (1864)
- Cantos e fantasias (1865)
- Cantos meridionais (1869)
- Cantos do ermo e da cidade (1869)
- Anchieta ou Evangelho nas selvas (1875)
- Cantos religiosos (1878)
- O diário de Lázaro (1880)

## Külső hivatkozások
- Néhány verse portugálul. Academia Brasiliera de Letras. (Hozzáférés: 2023. december 8.)